# Johnny Depp
John Christopher "Johnny" Depp II (Owensboro, Kentucky, 9. lipnja 1963.), američki filmski glumac poznat po ulogama neobičnih i ekscentričnih likova kao što je naslovni junak u filmu Sweeney Todd: Đavolji brijač Fleet Streeta, Jack Sparrow u serijalu Pirati s Kariba i Willy Wonka u filmu Charlie i tvornica čokolade. S redateljem i bliskim prijateljem Timom Burtonom surađivao je na šest filmova: Edward Škaroruki (1990.), Ed Wood (1994.), Sanjiva dolina (1999.), Charlie i tvornica čokolade (2005.), Mrtva nevjesta (2005.) i Sweeney Todd: Đavolji brijač Fleet Streeta (2007.). Depp je zaradio priznanja i za portrete stvarnih figura kao što su Edward D. Wood u Ed Woodu, Josepha D. Pistonea u filmu Donnie Brasco i Georgea Junga u Bijelom prahu. Filmovi u kojima je nastupao u Americi su zaradili više od 2,2 milijarde dolara i 4,7 milijarde u ostatku svijeta. Depp je triput bio nominiran za Oscara, a osvojio je Zlatni globus i nagradu Ceha filmskih glumaca.

## Životopis

### Rani život
Depp je rođen u Owensborou u Kentuckyju kao sin Betty Sue Palmer (djevojački Wells), konobarice, i Johna Christophera Deppa starijeg, inženjera. Ima jednog brata, Dannyja, i dvije sestre, Christie (koja je sada njegova osobna menadžerica) i Debbie. Depp ima njemačkog, Cherokee i irskog podrijetla. U knjizi Johnny Depp: A Kind of Illusion (ISBN 1-905287-04-6) se navodi da obitelj Depp originalno potječe od francuskog hugenota, Pierrea Deppea ili Dieppea koji se oko 1700. doselio u Virginiju. Depp je izjavio kako ne zna podrijetlo svog prezimena, ali se šali da ono na njemačkom znači "idiot" (to je zapravo manja uvreda koja znači budala). Obitelj se tijekom Deppova djetinjstva često selila pa su on, brat i sestre morali živjeti na 20 raznih lokacija. 1970. su se konačno skrasili u Miramaru na Floridi. Roditelji su mu se 1978. razveli. Kao dijete je sam sebi nanosio ozljede što je bila posljedica nošenja sa stresom zbog obiteljskih problema i njegove vlastite nesigurnosti. Tako je zaradio sedam ili osam ožiljaka. U intervjuu iz 1993. je objasnio tu epizodu riječima: "Moje tijelo je na neki način putovanje. Kao što su mornari radili, gdje svaka tetovaža ima značenje, određeno vrijeme u životu kad ostaviš znak na sebi, bilo da to napraviš sam sebi nožem ili to umjesto tebe uradi profesionalni umjetnik tetovaže".

### 1980-te
Deppova majka kupila mu je gitaru kad je imao 12 godina, a Depp je počeo svirati u raznim garažnim sastavima. Njegov prvi sastav bio je u počast njegove djevojke Meredith. Godinu dana nakon razvoda roditelja, Depp je napustio srednju školu kako bi postao rock glazbenik. Kako je jednom objasnio u emisiji Inside the Actors Studio, pokušao se vratiti u školu dva tjedna kasnije, ali mu je ravnatelj rekao da prati svoj san da postane glazbenik. Svirao je s grupom The Kids koja je ostvarila osrednji lokalni uspjeh. The Kids su se zaputili u Los Angeles kako bi pokušali snimiti ploču te su promijenili ime u Six Gun Method. Grupa se raspala prije nego što su potpisali ugovor za prvi album. Depp je kasnije surađivao sa sastavom Rock City Angels te bio jedan od autora njihove pjesme "Mary" koja se pojavila na njihovu debiju za Geffen Records nazvanom Young Man's Blues.
Dne 24. prosinca 1983., Depp se vjenčao s Lori Anne Allison, vizažisticom i sestrom basista i pjevača njegove grupe. Tijekom Deppova braka njegova je žena radila kao vizažistica dok je on obavljao mnoštvo različitih poslova. Nakon što mu se brak raspao 1986., Depp je hodao i zaručio se sa Sherilyn Fenn (koju je upoznao na setu kratkog filma Dummies iz 1985.). Hodao je i s Winonom Ryder, Jennifer Grey i modelom Kate Moss. 

### 1990-te i 2000-te
Deppa je 1994. uhitila i ispitivala policija zbog navodnog nanošenja velike štete u hotelskom apartmanu u New Yorku. Godine 1999. ponovo je uhićen zbog tučnjave s paparazzom ispred londonskog restorana dok je večerao s djevojkom, Vanessom Paradis. Od 1998. u vezi je s Paradis, francuskom glumicom i pjevačicom koju je upoznao dok je snimao Deveta vrata. Par ima dvoje djece. Kćer Lily-Rose Melody Depp je rođena 27. svibnja 1999., a sin John "Jack" Christopher Depp III. 9. travnja 2002.
U to vrijeme Depp je kao naoženjen izjavio kako su mu djeca dala "pravi oslonac u životu, u radu, u svemu." "Ne možete planirati duboku ljubav koja će rezultirati djecom. Očinstvo nije bila svjesna odluka. Bio je to dio prekrasne vožnje. Bila je to sudbina; usud."

Jedno vrijeme je bio u vezi s Vanessom Paradis, a nakon završetka te veze Depp je počeo izlaziti s glumicom Amber Heard, s kojom je glumio u američkom komično-dramskom filmu The Rum Diary (2011.). Depp i Heard su se vjenčali na građanskoj ceremoniji u veljači 2015.. Međutim, u svibnju 2016. Heard je podnijela zahtjev za razvod braka, te je dobila i privremenu zabranu pristupa protiv Deppa, navodeći u svojoj sudskoj izjavi da ju je verbalno i fizički zlostavljao tijekom njihove veze, naročito dok je bio pod utjecajem droge ili alkohola. Depp je negirao te tvrdnje i naveo da je ona "pokušala osigurati prijevremeno financijsko rješenje". Nagodba je postignuta u kolovozu 2016., a razvod je finaliziran u siječnju 2017. godine. Nakon toga Heard je odbacila zabranu prilaska, a objavili su i zajedničko priopćenje u kojem su rekli da je njihov "odnos bio intenzivno strastven i ponekad labilan, ali uvijek vezan ljubavlju. Nijedna strana nije iznijela lažne optužbe da bi došla do financijske dobiti te nikada nije postojala namjera nanošenja fizičke ili emocionalne ozljede". 
Par je u kolovozu 2016. sklopio brakorazvodnu nagodbu od 7 milijuna dolara, koju se Amber obvezala donirati ACLU-u (American Civil Liberties Union) i Dječjoj bolnici u Los Angelesu.

### Sudski proces
No, stvari su ponovno zakomplicirale u ožujku 2019., kada ju je Depp tužio za klevetu koja je bila navedena u članku iz 2018., a koji je napisala za Washington Post. U njemu je detaljno opisala diskriminaciju s kojom se susrela nakon optužbi za obiteljsko zlostavljanje protiv Deppa, a sve kako bi "osigurala da žene koje javno govore o nasilju dobiju veću podršku".
 
Sudski postupak za ovaj slučaj započeo je 11. travnja 2022., kada su oboje iznijeli uzajamno bombastične optužbe za fizičko, emocionalno i psihičko zlostavljanje.
 
Depp je 1. lipnja 2022. pobijedio na suđenju za klevetu protiv Amber Heard.

Heard će Deppu morati isplatiti kompenzacijsku odštetu u iznosu od 10 milijuna dolara zbog klevete da je Depp nad njom vršio obiteljsko nasilje, te 5 milijuna dolara kaznene odštete, da bi potonji iznos sutkinja Penney Azcarate smanjila na 350 000 dolara kako bi zadovoljila virginijsko zakonsko ograničenje za kaznenu odštetu, tako da mu gospođa Heard sada duguje oko 10,35 milijuna dolara, dok će s druge strane, Depp morati isplatiti Heard 2 milijuna dolara zbog natpisa u Daily Mailu koji je iznio Deppov prijašnji odvjetnik da Amber Heard “obmanjuje”.

## Karijera

### Televizija
Depp je glumačku karijeru započeo glavnom ulogom u FOX-ovoj televizijskoj seriji 21 Jump Street koja se počela prikazivati 1987. Prihvatio je ulogu jer nije dobivao mnogo angažmana te je htio raditi s glumcem Fredericom Forrestom koji ga je inspirirao. Kasnije u sezoni, glumačkoj ekipi se pridružio Deppov prijatelj Sal Jenco. Uspjeh serije učinio je Deppa tinejdžerskim idolom tijekom kasnih osamdesetih. Status tinejdžerske zvijezde ga je iritirao. Naglasio je kako se osjećao "prisiljen u ulogu proizvoda" te da je to bila "vrlo neugodna situacija s kojom se nisam mogao nositi". Depp je nakon toga sam sebi obećao da će se nakon isteka ugovora pojavljivati samo u filmovima za koje misli da mu odgovaraju.
Jedan od Deppovih najboljih prijatelja je redatelj Tim Burton s kojim je surađivao šest puta. Suradnju s Burtonom opisao je kao "dolazak kući" te je napisao predgovor za Burton on Burton, knjigu intervjua s redateljem u kojem je Burtona opisao riječima "...brat, prijatelj, ...i hrabra duša".

### Filmske uloge
Deppova prva uloga bila je u hororu Strava u Ulici brijestova iz 1984. gdje je glumio dečka glavne junakinje i jednu od Freddyjevih žrtava. 1986. se pojavio u sporednoj ulozi u Vodu smrti Olivera Stonea u ulozi vojnika koji govori vijetnamski. 1990. je napustio svoj imidž tinejdžerskog idola i zaigrao u Edwardu Škarorukom Tima Burtona. Uspjeh filma bio je početak njihove dugogodišnje suradnje. Depp, zagriženi obožavatelj i dugogodišnji prijatelj pisca Huntera S. Thompsona, odigrao je 1998. Thompsonov alter-ego (Raoula Dukea) u Strahu i preziru u Las Vegasu, temeljenom na istoimenom pseudo-biografskom romanu.
Deppove filmske junake novinari su opisivali kao "ikonske usamljenike", a Depp je naglasio kako je ovaj dio njegove karijere bio pun "studijski definiranih promašaja" te da su filmovi bili "otrov box officea", rekavši da vjeruje kako studiji nikad nisu "shvatili" filmove u kojima je nastupio te da ih nisu znali propisno reklamirati. Rekao je i kako bira filmove koje smatra osobno zanimljivima, a ne one koji će ostvariti komercijalni uspjeh.
Deppov status velike zvijezde zacementiran je s uspjehom filma Pirati s Kariba: Prokletstvo Crnog bisera iz 2003. u kojem je glumio kapetana Jacka Sparrowa. Šefovi studija nisu pozitivno reagirali na njegovu izvedbu, ali je lik postao popularan među filmofilima. Prema anketi koju je provela tvrtka za prodaju kino ulaznica Fandango, Depp je bio jedan od glavnih razloga zašto je publika htjela vidjeti film. Redatelj filma Gore Verbinski je rekao kako lik Jacka Sparrowa odražava Deppovu vlastitu osobnost, iako je sami glumac rekao kako je modelirao lik po uzoru na gitarista Rolling Stonesa Keitha Richardsa. Depp, koji je naglasio kako je bio "iznenađen" i "dirnut" zbog pozitivne reakcije na film, bio je nominiran za Oscar. 2004. je ponovno bio nominiran za najboljeg glumca, ovaj put za ulogu škotskog pisca Jamesa Matthewa Barrieja u filmu San za životom J.M. Barrieja. Depp se nakon toga pojavio kao Willy Wonka u fantastičnom filmu Charlie i tvornica čokolade koji je postigao veliki uspjeh na box officeu.
Depp se opet vratio liku Jacka Sparrowa za nastavak nazvan Pirati s Kariba: Mrtvačeva škrinja koji se počeo prikazivati 7. srpnja 2006. te zaradio 135,5 milijuna dolara samo u prva tri dana prikazivanja u Americi, čime je srušen rekord po zaradi u prvom vikendu. Sljedeći nastavak Pirata, Na kraju svijeta, objavljen je 24. svibnja 2007.; Depp je spomenuo svoju povezanost s likom Kapetana Jacka Sparrowa rekavši da je Sparrow "definitivno veliki dio mene" te izrazio svoju želju da portretira lik u sljedećim nastavcima. Depp je i posudio glas Sparrowu u videoigri Pirates of the Caribbean: The Legend of Jack Sparrow.
Nakon toga je odigrao glavnu ulogu u ekranizaciji mjuzikla Sweeney Todd: Đavolji brijač Fleet Streeta za koju je nagrađen Zlatnim globusom za najboljeg glumca u mjuziklu ili komediji. Tradicionalna svečanost dodjele nije održana zbog štrajka scenarista. Depp se zahvalio Organizaciji holivudskih stranih dopisnika i pohvalio Tima Burtona za "neslućeno povjerenje i potporu."

## Drugi interesi

### Glazba
Kao gitarist, Depp je snimio solo album, svirao slide gitaru na pjesmi Oasisa "Fade In-Out" (s albuma Be Here Now iz 1997.), kao i na "Fade Away (Warchild Version)" (B-strani pjesme "Don't Go Away"). Osim toga, svirao je akustičnu gitaru u filmu Čokolada i na soundtracku za film Bilo jednom u Meksiku. Bio je prijatelj sa Shaneom MacGowanom iz The Pougesa, a svirao je na njegovu prvom solo albumu. Osim toga, bio je član grupe P gdje je svirao s pjevačem Butthole Surfersa Gibbyjem Haynesom i basistom Red Hot Chili Peppersa Fleom. Pojavio se u spotu Toma Pettyja & The Heartbreakersa "Into the Great Wide Open".

### Vinar i restaurater
Depp i Paradis uzgajaju voće te imaju pogon za proizvodnju vina u svojem vinogradu u Plan-de-la-Touru sjeverno od Saint-Tropeza. Suvlasnik je i pariškog restorana Man Ray, zajedno sa Seanom Pennom, Johnom Malkovichem i Mickom Hucknallom.

## Filmografija
| Godina        | Film                                          | Uloga                              | Bilješke                                                                                                 |
| ------------- | --------------------------------------------- | ---------------------------------- | --- |
| 1984.         | Strava u Ulici brijestova                     | Glen Lantz                         | |
| 1985.         | Private Resort                                | Jack                               | |
| 1985.         | Slow Burn                                     | Donnie Fleischer                   | |
| 1986.         | Vod smrti                                     | Vojnik Gator Lerner                | |
| 1987. – 1991. | 21 Jump Street                                | Tom Hanson                         | TV serija                                                                                                |
| 1990.         | Plačljivko                                    | "Plačljivko" Wade Walker           | |
| 1990.         | Edward Škaroruki                              | Edward Škaroruki                   | |
| 1991.         | Freddy je mrtav: Posljednja noćna mora        | Tinejdžer na televiziji            | |
| 1993.         | Što muči Gilberta Grapea                      | Gilbert Grape                      | |
| 1993.         | Benny i Joon                                  | Sam                                | |
| 1993.         | Arizona Dream                                 | Axel                               | |
| 1994.         | Ed Wood                                       | Edward D. Wood                     | |
| 1995.         | Pravi trenutak                                | Gene Watson                        | |
| 1995.         | Mrtav čovjek                                  | William Blake                      | |
| 1995.         | Don Juan DeMarco                              | Don Juan                           | |
| 1996.         | Cannes Man                                    | On sam                             | |
| 1997.         | Donnie Brasco                                 | Donnie Brasco/Joseph D. Pistone    | |
| 1997.         | Hrabri                                        | Raphael                            | + redatelj i scenarist                                                                                   |
| 1998.         | Strah i prezir u Las Vegasu                   | Raoul Duke                         | |
| 1998.         | L.A. Without A Map                            | cameo kao on sam                   | |
| 1999.         | Sanjiva dolina                                | Ichabod Crane                      | |
| 1999.         | Astronautova žena                             | Zapovjednik Spencer Armacost       | |
| 1999.         | Deveta vrata                                  | Dean Corso                         | |
| 2000.         | Čokolada                                      | Roux                               | |
| 2000.         | Prije noći                                    | Poručnik Victor, Bon Bon           | |
| 2001.         | Iz pakla                                      | Inspektor Frederick Abberline      | |
| 2001.         | Čovjek koji je plakao                         | Cesar                              | (Ograničeno izdanje)                                                                                     |
| 2001.         | Bijeli prah                                   | George Jung                        | |
| 2002.         | Lost in La Mancha                             | On sam                             | |
| 2003.         | Bilo jednom u Meksiku                         | Sheldon Jeffrey Sands              | |
| 2003.         | Pirati s Kariba: Prokletstvo Crnog bisera     | Kapetan Jack Sparrow               | Nominacija za Oscar za najboljeg glavnog glumca                                                          |
| 2004.         | Čiča miča, (ne)sretna je priča                | L'inconnu                          | |
| 2004.         | San za životom J.M. Barrieja                  | James Matthew Barrie               | Nominacija za Oscar za najboljeg glavnog glumca                                                          |
| 2004.         | Tajni prozor                                  | Mort Rainey                        | |
| 2005.         | Libertine - otrov za žene                     | John Wilmot, 2. Grof od Rochestera | |
| 2005.         | Charlie i tvornica čokolade                   | Willy Wonka                        | |
| 2005.         | Mrtva nevjesta                                | Victor Van Dort                    | prva glasovna uloga                                                                                      |
| 2006.         | Pirati s Kariba: Mrtvačeva škrinja            | Kapetan Jack Sparrow               | |
| 2007.         | Pirati s Kariba: Na kraju svijeta             | Kapetan Jack Sparrow               | |
| 2007.         | Sweeney Todd: Đavolji brijač Fleet Streeta    | Sweeney Todd                       | Zlatni globus za najboljeg glumca – komedija ili mjuzikl Nominacija za Oscar za najboljeg glavnog glumca |
| 2008.         | Gonzo: Život i djelo dr. Huntera S. Thompsona | Pripovjedač                        | |
| 2009.         | Gangsteri                                     | John Dillinger                     | |
| 2010.         | Turist                                        | Frank Tupelo/Alexander Pearce      | |
| 2010.         | Alisa u zemlji čudesa (2010.)                 | Ludi Klobučar                      | |
| 2011.         | Pirati s Kariba: Nepoznate plime              | Kapetan Jack Sparrow               | |
| 2011.         | Portorikanske noći: Dnevnik opijanja          | Kemp                               | |
| 2012.         | Tamne sjene                                   | Barnabas Collins                   | |

## Vanjske poveznice
- Johnny Depp u internetskoj bazi filmova IMDb-u (engl.)
- Johnny Depp na Rotten Tomatoes